# HD 139599
HD 139599，又名CD-4710210，SAO 226059、HR 5821，是一颗恒星，视星等为6.23，位于銀經330.05，銀緯6.01，其B1900.0坐标为赤經15h 33m 52.4s，赤緯-47° 6.01′ 37″。